# 科帕卡瓦納 (安蒂奧基亞省)
科帕卡瓦納（西班牙語：Copacabana）是哥倫比亞的城鎮，位於該國西北部，由安蒂奧基亞省負責管轄，距離首府麥德林18公里，始建於1615年，面積70平方公里，海拔高度1,454米，2005年人口61,421。
6°21′N 75°31′W / 6.350°N 75.517°W